# W. Lee O'Daniel
Wilbert Lee "Pappy" O'Daniel (11 de março de 1890 - 11 de maio de 1969) foi o 34º governador do estado americano de Texas, de 1939 a 1941. Também foi senador federal pelo estado texano.